# George Rochberg
George Rochberg, (5 Julho de 1918, Paterson (Nova Jérsei) – 29 de Maio de 2005, Bryn Mawr) foi um compositor estadunidense de música clássica contemporânea.

## Vida
Rochberg cursou o Colégio de Música de Mannes, onde seus professores incluíam George Szell e Hans Weisse, e no Instituto de Música de Curtis, onde ele estudou com Rosario Scalero e Gian Carlo Menotti. Ele foi o diretor do departamento de música na Universidade da Pennsylvania desde 1968, e continuou a ensinar lá até 1983. Seus alunos mais notáveis incluem Stephen Albert, Maria Bachmann, William Bolcom, Uri Caine, Robert Carl, Daniel Dorff, Stephen Jaffe, Yen Lu, Vincent McDermott, Michael Alec Rose, Robert Suderburg, e Maryanne Amacher.

## Música
Depois de um longo período de composição usando a técnica do serialismo, Rochberg finalmente abandonou após a morte de seu filho adolescente em 1964, dizendo que o serialismo estava vazio de expressão emotiva e era inadequado para expressar seu pesar e sua raiva.  Nos anos 70, ele tornou-se controverso pelo uso de passagens tonais em suas músicas. Seu uso da tonalidade tornou-se amplamente conhecido através do String Quartet No. 3 (1972) (Quarteto de Cordas No. 3), que inclui um conjunto inteiro de variações que são no estilo de Beethoven. Outro movimento do quarteto contém passagens que lembram a música de Gustav Mahler. Este uso da tonalidade fez com que os críticos o classificassem como um compositor neo-romântico. Ele comparou atonalidade com arte abstrata e tonalismo como arte concreta e comparou sua evolução artística com Philip Guston, dizendo que "a tensão entre concretude e abstração" é uma problema fundamental para ambos (Rochberg, 1992). Sua música também foi descrita como pós-modernismo neoconservador (Brackett 2008, xviii).
Sobre os trabalhos compostos no início da sua carreira, a Sinfonia No. 2 (1955-56) destaca-se como uma completa composição serial por um compositor americano. Rochberg é talvez mais conhecido pelos seus String Quartets Nos. 3-6 (Quartetos de Cordas Nos. 3-6)(1972-78). Rochberg concebeu os Nos. 4-6 como um conjunto e nomeou-os "Concord Quartets" com o Concord String Quartet, que estreou e gravou as obras. O String Quartet No. 6 inclui um conjunto de variações do Canon in D, de Pachelbel.
Alguns de seus trabalhos forma colagens musicais de citações de outros compositores. "Contra Mortem et Tempus", por exemplo, contém passagens de Pierre Boulez, Luciano Berio, Edgard Varèse e Charles Ives.
As Sinfonias Nos. 1, 2 e 5, e o Concerto de Violino, foram gravados em 2001–2002 pela Saarbrücken Radio Symphony Orchestra e pelo regente Christopher Lyndon-Gee, e lançada pelo selo Naxos.

## Escritos
Ensaios reunidos de Rochberg foram publicados pela Imprensa da Universidade de Michigan em 1984 como The Aesthetics of Survival. Uma edição revista e expandida (Rochberg, 2005), publicada logo após sua morte, recebeu um prêmio ASCAP Deems Taylor Award em 2006. Seleções das suas correspondências com o compositor canadense Istvan Anhalt foram publicadas em 2007 pela Imprensa da Universidade Wilfrid Laurier(Gillmor, 2007). Suas memórias, Five Lines, Four Spaces,, foram publicadas pela Imprensa da Universidade de Illinois em Maio de 2009 (Rochberg, 2009) 

## Obras

### Palco
- The Confidence Man, uma ópera em dois atos (1982); libretto por Gene Rochberg, baseado no romance de mesmo nome por Herman Melville

### Orquestral
- Symphonies
  - Symphony No. 1 (1948-57; revised 1977; 2003)
  - Symphony No. 2 (1955-56)
  - Symphony No. 3, para coro duplo, coro em câmara, solistas e grande orquestra (1966-69)
  - Symphony No. 4 (1976)
  - Symphony No. 5 (1984)
  - Symphony No. 6 (1986-87)
- Cantio Sacra, para pequena orquestra (1954)
- Cheltenham Concerto, para pequena orquestra (1958)
- Imago Mundi, para grande orquestra (1973)
- Night Music, para orquestra com cello solo (1948) (baseado mo 2° Movimento da Symphony No. 1)
- Music for the Magic Theater, para pequena orquestra (1965-69)
- Time-Span I (1960)
- Time-Span II
- Transcendental Variations, para orquestra de cordas (baseado no 3º Movimento do Quarteto de Cordas No. 3)
- Zodiac (A Circle of 12 Pieces), (1964-65) (orquestração para a obra para piano Twelve Bagatelles)

### Concerti
- Clarinet Concerto (1996)
- Oboe Concerto (1983), escrito e estreiado Joe Robinson
- Violin Concerto (1974), escrito e estreiado Isaac Stern com a  Orquestra Sinfônica de Pittsburgh, conduzida por Donald Johanos
- Eden: Out of Time and Out of Space, para violão e banda (1998)

### Conjunto de Sopro
- Black Sounds, para sopro e percussão (1965)
- Apocalyptica, para grande banda de sopro (1964)

### Câmara

#### 2 tocadores
- Duo for Oboe and Bassoon (1946; rev. 1969)
- Duo Concertante, para violino e cello (1955-59)
- Dialogues, para clarinete and piano (1957-58)
- La bocca della verita, para oboé e piano (1958-59); versão para violino e piano (1964)
- Ricordanza Soliloquy, para cello e piano (1972)
- Slow Fires of Autumn (Ukiyo-E II), para flauta e harpa (1978-79)
- Viola Sonata (1979)
- Between Two Worlds (Ukiyo-E III), para flauta e piano (1982)
- Violin Sonata (1988)
- Muse of Fire, para flaute e violão (1989-90)
- Ora pro nobis, para flauta e violão (1989)
- Rhapsody and Prayer, para violino e piano (1989)

#### 3 tocadores
- Piano trios
  - Piano Trio No. 1 (1967)
  - Piano Trio No. 2 (1986)
  - Piano Trio No. 3 Summer (1990)
- Trio para Clarinete, Trompa e Piano (1980) veja a gravação abaixo

#### 4 tocadores
- String quartets
  - String Quartet No. 1 (1952)
  - String Quartet No. 2, com soprano (1959-61)
  - String Quartet No. 3 (1972)
  - String Quartet No. 4 (1977)
  - String Quartet No. 5 (1978)
  - String Quartet No. 6 (1978)
  - String Quartet No. 7, com barítono (1979)
- Contra Mortem et Tempus, para violino, flauta, clarinete e piano (1965)
- Piano Quartet (1983)

#### 5 ou mais tocadores
- Chamber Symphony for Nine Instruments (1953)
- Serenata d'estate, ´para seis instrumentos (1955)
- Electrikaleidoscope, para uma banda amplificada de flauta, clarinete, cello, piano e piano elétrico (1972)
- "Quintet" para e quarteto de cordas(1975)
- Octet: A Grand Fantasia, para flauta, clarinete, trompa, piano, violino, viola, cello e baixo duplo (1980)
- String Quintet (1982)
- To the Dark Wood, para quinteto de sopro (1985)

### Instrumental
- 50 Caprice Variations, para violino (1970)
- American Bouquet, para violão (1991)

### Teclado
- Arioso (1959)
- Bartokiana (1959)
- Book of Contrapuntal Pieces for Keyboard Instruments (1979)
- Carnival Music, para piano (1976)
- Four Short Sonatas, para piano (1984)
- Nach Bach: Fantasia, para espineta ou piano (1966)
- Partita-Variations, para piano (1976)
- Sonata Seria, para piano
- Sonata-Fantasia, para piano (1956)
- Three Elegiac Pieces, para piano
- Twelve Bagatelles, para piano (1952)
- Variations on an Original Theme, para piano (1941)

### Vocal/Coral
- Behold, My Servant, para coral misto, a capella (1973)
- Blake Songs, para soprano e banda de câmara (1957; rev. 1962)
- David, the Psalmist, para tenor e orquestra (1954)
- Eleven Songs to Poems of Paul Rochberg, para mezzo-soprano e piano (1969)
- Fantasies, para voz e piano (1971)
- Four Songs of Solomon, para voz e piano (1946)
- Music for The Alchemist, para soprano e onze tocadores (1966; rev. 1968)
- Passions [According to the Twentieth Century], para cantores, quinteto de jazz, banda de metais, percussão, piano e tape (1967)
- Phaedra, monodrama para mezzo-soprano e orquestra (1973-74)
- Sacred Song of Reconciliation (Mizmor L'piyus), para barítono e orquestra (1970)
- Seven Early Love Songs, para voice and piano (1991)
- Songs in Praise of Krishna, para soprano e piano (1970)
- Songs of Inanna and Dumuzi, para alto e piano (1977)
- Tableaux, for soprano, two speakers, small men's chorus, and twelve players (1968)
- Three Cantes Flamencos, for high baritone (1969)
- Three Psalms, para coro misto, a capella (1954)

## Ligações Externas
- Theodore Presser Company Composer Information: George Rochberg
- George Rochberg's Revolution by Michael Linton, Copyright (c) 1998 First Things 84 (June/July 1998): 18-20.

## Escutar
- Art of the States: George Rochberg, quatro obras do compositor
- George Rochberg: Trio for Clarinet, Horn, and Piano: Liberamente e molto espressivo; allegro con moto; Adagio; Adagio/Allegro giocosamente.  Nobuko Igarashi (clarinet), Robert Patterson (horn), Adam Bowles (piano) da Banda Luna Nova